# 馮堅
馮堅（？—1392年），祖籍不详，明朝官员。
其早年为江西建昌府南豊縣典史。洪武二十四年，上书九事：養聖躬、擇老成、攘要荒、勵有司、褒祀典、省宦寺、易邊將、訪吏治、增關防。后得到朱元璋嘉赏，只对九点中的易邊將则表示不赞同。于是命令吏部升任其为左僉都御史。次年，死于任上。